# Mulleripicus pulverulentus
El picatroncos pizarroso (Mulleripicus pulverulentus) es una especie de ave piciforme de la familia Picidae que habita en el norte del subcontinente indio y el sudeste asiático. Es la especie singular e inconfundible por tratarse del pájaro carpintero más grande de los actualmente existentes.

## Descripción
Contando con la extinción del picamaderos imperial y el picamaderos picomarfil, esta especie, con sus 48-58 cm de largo y entre 360-563 g de peso, se sitúa como el carpintero de mayor tamaño del mundo. Tiene medidas medias de 21,5 a 25 cm longitud de ala, entre 13,4 y 16,2 cm de cola, y sus tarsos miden entre 3,6 y 4,1 cm. Es un ave esbelta, con el pico es muy largo, entre 6 y 6,5 cm, y puntiagudo, y largos cuello y cola. Su plumaje es casi en su totalidad de color gris oscuro o negruzco, con la excepción de la garganta gris clara y el ligero moteado blanquecino de cabeza, cuello y partes inferiores. Además los machos presentan bigoteras rojas. Normalmente la subespecie nominal es más oscura. M. p. harterti tiene la garganta más clara y con más plumas con puntas blancas que forman el moteado de las partes inferiores que la nominal. Su tamaño y color hacen a esta ave inconfundible con otras piciformes.
Para su gran tamaño el picatroncos pizarroso tiene una voz débil, comparado con otros carpinteros grandes que suelen tener voces altas y estridentes. Su canto semeja a risotadas de dos a cinco notas, generalmente cuatro, de tipo woikwoikwoikwoik, que empieza aguda y la nota del medio es más baja. Emite sonidos de tipo duot de tono y volumen variables cuando están posados o en vuelo. Se ha escuchado a las parejas reproductoras emitiendo sonidos similares a maullidos el uno al otro. En situaciones más agresivas emiten llamadas de tipo taw-whit o dew-it mientras balancean su cabeza hacia delante y detrás.

## Distribución
Se encuentra en el norte del subcontinente indio y el sudeste asiático, distribuido por Bangladés, Bután, Brunéi, Camboya, el norte de la India, Indonesia, Laos, Malasia, Birmania, Nepal, las Filipinas occidentales, Singapur, Tailandia y Vietnam. Se encuentra en todas las islas mayores de la Sonda excepto en Célebes.

## Hábitat
Esta especie vive en áreas de bosque primario semiabiertas tanto de bosque caducifolio como selva tropical perenne, aunque ocasionalmente puede ocupar bosques secundarios adyacentes, claros con árboles altos diseminados y parques similares aunque suele evitar las zonas pobladas con muchas molestias. Localmente el picatroncos pizarrozo prefiere los ejemplares de árboles dipterocarpos y las tecas. También suele encontrarse en ejemplares altos y viejos en los bosques de Shorea robusta, pantanos y manglares. Esta especie generalmente se encuentra en altitudes por debajo de los 600 metros, aunque localmente puede encontrarse en zonas montanas hasta los 1100 metros, y ocasionalmente hasta los 2000 metros de altitud.

## Comportamiento
El picatroncos pizarroso es un ave gregaria que suele encontrarse en grupos de 3 a 6 individuos, que constan de una pareja reproductora y los juveniles del año anterior. Los grupos buscan alimento juntos y suelen alimentarse en nidos de insectos sociales como las hormigas, termitas, abejas sin aguijón y escarabajos xilófagos. Su alimentación principal parecen ser las hormigas aunque también comen regularmente larvas de otros insectos. Ocasionalmente consumen frutos como complemento a su dieta. Las hembras pasan más tiempo buscando fuentes de alimentación y los machos, que tienen el pico ligeramente más grande, pasan más tiempo abriendo los hormigueros y panales. Prefieren las fuentes alimenticias que se encuentran en las grandes ramas y troncos de los árboles vivos grandes. Los grupos se desplazan a distancias considerables para llegar a estos árboles por lo que los territorios de esta especie es bastante grandes. Ocasionalmente se alimentan en los niveles bajos de los árboles e incluso entre los retoños. Generalmente los grupos alimentándose no se detienen en una zona durante mucho tiempo. A veces se asocian con los más pequeños picamaderos ventriblanco y el pito sultán, que tienen métodos de alimentación muy diferente y así minimizan la competencia entre especies. Quizás representan una competencia más considerable los cálaos y los pequeños mamíferos arborícolas. El picatroncos pizarroso generalmente explora un árbol desde abajo con movimientos rápidos. Se alimenta picando y sondeando entre la corteza y perforando en la madera. El picoteo es la forma principal de alimentación de esta especie, y su largo cuello le permite rebuscar a una considerable distancia entre las grietas y hendiduras de árbol. A menudo vuelan por encima de los árboles largas distancias entre zonas de alimentación. En vuelo sus plumas son ruidosas por la fricción. El picatroncos pizarroso suele hacer menos picados que otros carpinteros y tiene un vuelo parecido al de los córvidos.
Como los demás pícidos las parejas reproductoras duermen en huecos de árboles diferentes pero permanecen en contacto con vocalizaciones regulares. Los lazos de pareja suelen durar toda la vida. Suelen realizar exhibiciones con propósitos territoriales. Estas exhibiciones suelen incluir movimientos de cabeza, despliegue de alas y cola y emisión de sonidos. Se han descrito pocos nidos de esta especie en detalle, pero al menos ocasionalmente anidan con la cooperación de ayudantes jóvenes. Los nidos conocidos se sitúan en árboles entre los 9 y 45 metros de altitud. Ambos miembros de la pareja participan cuando perforan un hueco en un árbol, aunque el macho realiza la mayor parte del trabajo. La entrada del nido mide unos 10 cm de ancho pero se ensancha en el interior. La pareja solo anidará en el hueco del año anterior si la competencia en la zona es muy grande para encontrar lugar para construir un nuevo nido. La época de cría, en Malasia al menos, se realiza entre marzo y agosto. Las puestas suelen constar de 2 a 4 huevos, que son incubados por ambos progenitores. Los dos miembros de la parejas alimentan y cuidan de los polluelos. Los jóvenes permanecen con sus padres después de dejar el nido hasta la siguiente época de cría.

## Estado de conservación
Posiblemente por su dependencia alimenticia y reproductiva de los grandes árboles, el picatroncos pizarroso es más común en el bosque primario y reduce su densidad de población hasta en un 80% en los bosques que sufren talas. La población global está en declive a causa de la deforestación y la tala de los bosques primarios, siendo la pérdida de hábitat particularmente rápida en Birmania, Camboya e Indonesia, que son los países que todavía contienen la mayoría de su población total. En 2010 el picatroncos pizarroso fue incluido en la categoría de especie vulnerable en la lista Roja de la UICN.